# مسجدجامع سقز
مسجد جامع سقز یا مسجد جمعه سقز بنای مهم قدیمی و مذهبی واقع در کردستان شهر سقز است که قدمت آن به سالهای ۱۲۴۰ تا ۱۲۵۰ هجری قمری دوره محمدشاه قاجار بر می‌گردد که به دستور مجیدخان اردلان از امرای سلطانی اردلان در محل کنونی بنا گردید. این مسجد در نبش جنوبی سه راهی مسجد جامع و در خیابان آزادی یکی از قدیمی‌ترین خیابان‌های این شهر و نزدیک به میدان مرکزی و مسجد دومناره واقع شده‌است. موقعیت قرارگیری این مسجد به گونه ای است که از بسیاری از نقاط شهر قابل رویت می‌باشد.

## تاریخچه

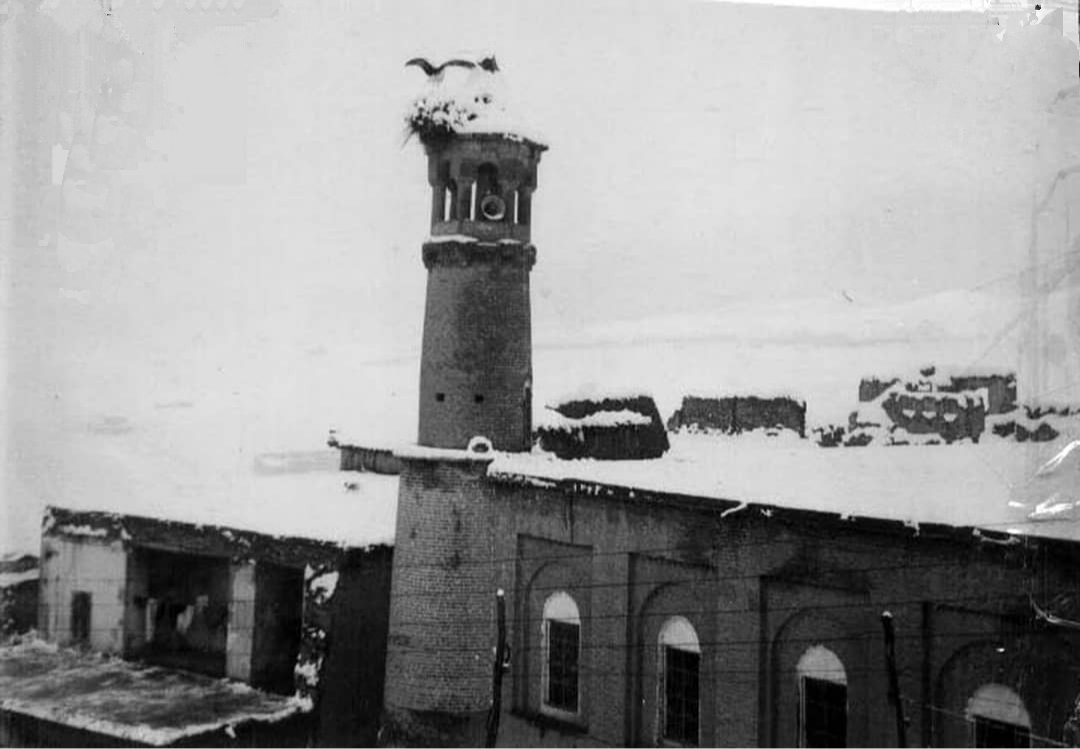
مسجد جامع در دهه ۳۰ شمسی

پس از ساسانیان و در سه قرن نخستین حکومت اسلامی در ایران، مساجد به شیوهای بسیار ساده و به پیروی از معماری ساسانی ساخته می‌شد. بر این اساس قدمت و موجودیت مسجد جامع برای برگزاری نمازهای جمعه و اجتماع مردم نمازگزار در شهرستان سقز به همان اوایل دوران ورود اسلام به ایران و کردستان بر می‌گردد. مساجد در این دوران با معماری ساده و با مصالح خشت و چوب ساخته می‌شدند و هر بار بسته به شرایط موجود، تخریب و نوسازی می‌شدند. ساخت مسجد جامع در محل کنونی به دوران قاجار و فتحعلی شاه بر می‌گردد که به دستور مجیدخان اردلان از امرای سلطانی اردلان حاکم منطقه، ساخته شد. آخرین بار بخش اصلی این مسجد در سال ۱۳۶۴ شمسی در همان محل از نو بنا گردید و ساختمان پشتی که مناره‌های مسجد در آن واقع شده و به نمازگزاران زن اختصاص داده شده‌است، دست نخورده باقی مانده و نیازی به بازسازی آن نبود.

## ویژگی‌های بنا
شبستان ستون دار بنیادی‌ترین الگوی مساجد کردستان است، تقریباً در همه نمونه‌ها و گونه‌ها همچنان حضور دارد و با نظمی قابل فهم بسط می‌یابد. راهرو و ایوان، به خصوص ایوان‌های رو به قبله، با افزودن به شبستان آن را گسترش می‌دهند. این مساجد گونه اصلی اول مساجد منطقه کردستان هستند. همانگونه که اشاره شد مسجد جامع سقز دارای دو بخش اصلی می‌باشد. بخش قدیمی تر که شامل دو مناره اصلی مسجد می‌باشد در سمت شمال شرق حیاط و منفک از ساختمان اصلی واقع شده‌است. این قسمت از مسجد آخرین بار در دوران پهلوی بازسازی گردید. وضوخانه در بخش شمالی و صحن و شبستان اصلی مسجد با گنبد و ایوان بزرگ آن در بخش جنوب غرب ساختمان واقع شده‌است. این بخش دارای سه طبقه بوده که طبقه سوم بصورت جایگاه بزرگی ساخته شده‌است که نمازگزاران قادر به دیدن منبر امام جمعه در قسمت پایین می‌باشند. شبستان مسجد دارای ستون‌های متعدد بوده و با این ستون‌های استحکام یافته‌است. نمای خارجی این مسجد با نمای آجری تزیین شده‌است و در قسمت سر در اصل مسجد، در زیر قوس اصلی آن نیز ستون‌هایی قرار گرفته‌است.
گنبد بزرگ و ساختمان این مسجد به دست معماران بومی و هنرمندان معمار سقز ساخته شده‌است که در نوع خود در منطقه کردستان بی نظیر می‌باشد. مسجد جامع سقز از جمله بناهای مهم تاریخی و مذهبی است که در نزد مردم بسیار گرامی و مقدس می‌باشد و هر هفته جهت برگزاری نماز جمعه در این مسجد دور هم گرد می‌آیند.